# Parhusip III
Parhusip III is een bestuurslaag in het regentschap Samosir van de provincie Noord-Sumatra, Indonesië. Parhusip III telt 488 inwoners (volkstelling 2010).